# Црква Преображења Господњег у Требињу
Саборни храм Светог Преображења Господњег налази се у центру Требиња, у парку Јована Дучића.

## Историјат
Овај храм је грађен од 1888. до 1908. године. Иконостас у цркви Св. Преображења радио је познати црногорски умјетник Марко Греговић, а помагао му је Требињац Атанасије Поповић, каснији академски сликар. Храм је детаљно реновиран 1957. и 2008. године, када је позлаћени крст подигнут на 38 метара високи звоник. Крст је изливен је у Индустрији алата „Требиње”, а позлату је урадио мајстор Алексеј Иванчев из Новог Сада. Живопис је започет 2009. године. Наос и припрату је живописала екипа из Београда под вођством фрескописца Александра Живадиновића. Приликом реновирања уклоњен је стари иконостас, урађен нови под, а у дворишту је уређен парк са језерцетом и мостом те садржајима за најмлађе. Поред цркве налази се епархијски дом са библиотеком, гдје је 1908. основана Српска школа. У саставу храма дјелује хор Светог Василија Острошког и фолклорно друштво.

## Стил градње и фрескопис
Саборни храм у себи садржи више архитектонских стилова. Могу се препознати утицаји романског, готског и византијског стила при чему романски и готски доминирају над византијским.
Храм је необичан по томе што су на његовим зидовима поред светитеља осликане и знамените личности српске повести: песници Петар II Петровић Његош, Алекса Шантић, Јован Дучић; научници Никола Тесла, Михајло Пупин, Милутин Миланковић; војводе Живојин Мишић и Степа Степановић; владари Карађорђе, Милош Обилић, кнез Лазар.